# Леонидов, Вячеслав Викторович
Вячесла́в Ви́кторович Леони́дов (род. 4 декабря 1936) — советский футболист, нападающий. Мастер спорта СССР.
Воспитанник футбольной школы «Авангард» Москва. В командах мастеров играл во второй по силе лиге за команды «Знамя Труда» Орехово-Зуево (1958—1962) и «Шахтёр» Караганда (1963—1966). Финалист Кубка СССР 1962.